# FC Nikol Tallinn
El FC Nikol Tallinn fue un equipo de fútbol de Estonia que alguna vez jugó en la Meistriliiga, la primera división de fútbol en el país.

## Historia
Fue fundado en el año 1992 en la capital Tallinn originalmente como un equipo filial del TVMK Tallinn, pero debuta en la Meistriliiga en la temporada 1992/93, donde termina en tercer lugar de la liga y también se convierte en el primer campeón de la Copa de Estonia desde la independencia del país en 1991.
El club juega la temporada de 1993/94 en donde repite el tercer lugar en la liga, juega la Recopa de Europa de fútbol y lo eliminan en la primera ronda clasificatoria por el Lillestrøm SK de Noruega.
El club desaparece en 1994 para dar origen al FC Lantana Tallinn.

## Palmarés
- Copa de Estonia: 1

1992/93

## Temporadas
| Temporada | División | Pos. | +/- Goles | Pts. |
| --------- | -------- | ---- | --------- | ---- |
| 1992–93   | I        | 3    | +41       | 33   |
| 1993–94   | I        | 3    | +30       | 33   |

## Participación en competiciones de la UEFA
| Temporada | Torneo                | Ronda              | Club          | Resultado |
| --------- | --------------------- | ------------------ | ------------- | --------- |
| 1993–94   | UEFA Cup Winners' Cup | 1.ª Clasificatoria | Lillestrøm SK | 0–4, 1–4  |